# Tessère de Shimti
Shimti Tessera
Pour les articles homonymes, voir Shimti.
La tessère de Shimti (désignation internationale : Shimti Tessera) est un terrain polygonal situé sur Vénus dans le quadrangle de Shimti Tessera. Il a été nommé en référence à Shimti, incarnation d'Ishtar en tant que déesse du destin dans la mythologie babylonienne.